# 埃萊克
埃萊克（匈牙利語：Elek）是匈牙利的城鎮，位於該國東南部，距離首府貝凱什喬包25公里，由貝凱什州負責管轄，面積54.94平方公里，2011年人口4,899，其中約四成居民信奉天主教。
46°32′N 21°15′E / 46.533°N 21.250°E